# إيران الشرقية

محافظات شرق إيران

إيران الشرقية هي محافظات في شرق إيران وهي خراسان الشمالية وخراسان الرضوية وخراسان الجنوبية وسستان وبلوشستان، وبعضها يشترك في الحدود مع أفغانستان وباكستان. وتذكر بعض المراجع أيضًا أن محافظة كرمان تنتمي إلى هذه المنطقة.
تتميز هذه المنطقة التي تهيمن عليها الصحاري بمناخ جاف أو شديد الجفاف.
المدن الرئيسة هي، حسب الترتيب التنازلي من حيث عدد السكان، مشهد، وزاهدان، ونيسابور، وبجنورد، وبيرجند، وزابل، وتشابهار وكرمان .

## طالع أيضًا
- إيران الشمالية
- إيران الجنوبية
- وسط إيران
- شمال غرب إيران